# Маколи Кълкин
Маколи Карсън Кълкин (на английски: Macaulay Carson Culkin, произношение на фамилията в САЩ по-близко до Калкин) е американски актьор.

## Биография

### Произход
Той е третото от общо седем деца в семейството на бившия актьор Крис Кълкин и Патриша Брентръп. Като малък е известен с псевдонима „Мак“.

### Кариера
През 1984 г., едва 4-годишен, той прави своя дебют на Бродуей в редица шоута. През 1985 г. участва в сериала „Среднощен час“. Следва участие в „Еквалайзер“ през 1988 г. Същата година се снима в първия си филм – „The Rocket Gibraltar“. 
След още няколко участия, на 10-годишна възраст, получава най-известната роля в кариерата си – тази на Кевин Маккалистър във филма „Сам вкъщи“. За нея е предложен от сценариста Джон Хюс, а режисьорът Крис Кълъмбъс веднага решава, че е идеален за ролята. Лентата се оказва неочакван успех, донасяйки приходи от 300 милиона долара само в САЩ. Това е и първата телевизионна изява на малкия му брат Киеран Кълкин, който играе Фулър, един от братовчедите на Кевин Маккалистър. Следващата му роля е в „Моето момиче“ (1991), в който е първата екранна целувка на Кълкин, в случая с актрисата Ана Клъмски.
През 1992 г. излиза продължението „Сам вкъщи 2“, което не отстъпва по успех на първата част. Едва през 1993 г. му се отдава възможността да играе роля различна от стереотипните положителни образи, които са му давани. В „Добрият син“ (1993) той се превъплъщава в отмъстителен психопат. Известността му расте, а с това и хонорарите му. С годините обаче визията му се изменя, а с това и начинът, по който го възприема публиката. През 1994 г. участва в „Превъзпитай татко“ и „Ричи Рич“, но и двата филма не постигат особен успех, макар че за тях той получава 8 милиона долара.
Навлязъл вече в пубертета, Кълкин изгубва детската си визия, с което ѝ голяма част от интереса на зрителите. Напрежението около него оказва влияние и върху родителите му, които през 1995 г. се развеждат. Стига се до съдебна битка между родителите за попечителските права, които в крайна сметка са спечелени от майка му. Следват общо 8 години отсъствие от големия и малкия екран.
Скоро след това се снима и в „Спасение!“, но и двата филма не се радват на особен успех. Последната му роля до този момент е в „Sex'n'Breakfast“ (2007). През 2010 г. той става наркозависим. През 2012 г. приема свръхдоза с хероин в опит да се самоубие, но е спасен.

## Филмография
- „Чичо Бък“ (Uncle Buck, 1989)
- „До утре“ (See You In The Morning, 1989)

- „Сам вкъщи“ (Home Alone, 1990)
- „Само самотните“ (Only the Lonely, 1991)
- „Моето момиче“ (My Girl, 1991)
- „Сам вкъщи 2: Изгубен в Ню Йорк“ (Home Alone 2: Lost in New York, 1992)
- „Добрият син“ (The Good Son, 1993)
- „Лешникотрошачката“ (The Nutcracker, 1993)
- „Превъзпитай татко“ (Getting Even with Dad, 1994)
- „Господарят на страниците“ (The Pagemaster, 1994)
- „Ричи Рич“ (Richie Rich, 1994)
- „Крале“ (Kings, 2009)
- „Спасение!“ (Saved!, 2004)
- „Секс и закуска“ (Sex and Breakfast, 2007)
- „Зулендър 2“ (Zoolander 2, 2016)
- „Невярната съпруга“ (Changeland, 2019)
- „Ентергалактически“ (Entergalactic, 2022)